# Dicranoglossum subnudum
Dicranoglossum subnudum är en stensöteväxtart som först beskrevs av Carl Frederik Albert Christensen, och fick sitt nu gällande namn av Robert G. Stolze. Dicranoglossum subnudum ingår i släktet Dicranoglossum och familjen Polypodiaceae. Inga underarter finns listade.